# دفارز دور فلاندرز 2017
دفارز دور فلاندرز 2017 (بالهولندية: Dwars door Vlaanderen 2017 )‏ هو سباق دراجات هوائية، وهو الموسم رقم 72 من نفس السباق، وأقيم في 22 مارس 2017، وامتدّ لمسافة 203.4 كيلومتر، وهو أحد سباقات طواف العالم للدراجات 2017، وهو من نوع سباق يوم واحد، وقد شارك في السباق 197 متسابقاً ووصل إلى نهايته 162 متسابقاً.
فاز فيه بالمركز الأول يفيس لامارت، وبالمركز الثاني فيليب جيلبير، وبالمركز الثالث أليكسي لوتزينكو.

## الفرق
| فرق عالمية (16)- AG2R La Mondiale - Astana - Bahrain-Merida - BMC Racing Team - Bora-Hansgrohe - Cannondale-Drapac - FDJ - Katusha-Alpecin - Lotto NL-Jumbo - Lotto-Soudal - Movistar Team - Orica-Scott - Quick-Step Floors - سنويب - Trek-Segafredo - UAE Team Emirates فرق قارية محترفة (9)- Cofidis, Solutions Crédits - Direct Énergie - غازبروم روسفيلو ‏ - Israel Cycling Academy - رومبوت تشارلز ‏ - سبورت فلاندرين بالويس 2017 ‏ - Verandas Willems-Crelan ‏ - Wanty-Groupe Gobert - بنجوال باوليز ساوكس دبليو بي ‏ |  |
| |  |

## التصنيف العام النهائي
| التصنيف العام | التصنيف العام    | التصنيف العام | التصنيف العام    | التصنيف العام |        |
| الدراج        | الدراج           | البلد         | الفريق           | الوقت         | السرعة |
| ------------- | ---------------- | ------------- | ---------------- | ------------- | ------ |
| 1.            | يفيس لامارت      | بلجيكا        | كويك ستب-فلورز   | 4 س 47 د 26 ث |        |
| 2.            | فيليب جيلبير     | بلجيكا        | كويك ستب-فلورز   | + 39 ث        |        |
| 3.            | أليكسي لوتزينكو  | كازاخستان     | أستانا           | + 39 ث        |        |
| 4.            | Luke Durbridge ‏  | أستراليا      | أوريكا سكوت      | + 39 ث        |        |
| 5.            | ديلان جروينويغن  | هولندا        | لوتو إن إل-جامبو | + 1 د 03 ث    |        |
| 6.            | أوليفر ناسن      | بلجيكا        | أيه إل أم        | + 1 د 03 ث    |        |
| 7.            | تيسج بنوت        | بلجيكا        | لوتو سودال       | + 1 د 03 ث    |        |
| 8.            | ديلان فان بارلي  | هولندا        | كانونديل دراباك  | + 1 د 03 ث    |        |
| 9.            | Mitchell Docker ‏ | أستراليا      | أوريكا سكوت      | + 1 د 03 ث    |        |
| 10.           | فلوريان سينيشال  | فرنسا         | كوفيديس          | + 1 د 03 ث    |        |

## وصلات خارجية
- دفارز دور فلاندرز 2017 على موقع إحصائيات الدراجات الإحترافية (الإنجليزية)